# Rock'n'roll za kućni savet
Rock'n'roll za kućni savet, druga singl ploča srpskog rock sastava Riblja čorba. Objavljena je 14. travnja 1979. u izdanju diskografske kuće PGP RTB. Na B strani nalazi se pjesma "Valentino iz restorana".

## Popis pjesama
| 1. | »Rock'n'roll za kućni savet« | Đorđević | Đorđević | 2:41 |

| 1. | »Valentino iz restorana« | Đorđević / Marina Tucaković | Kojić | 2:39 |

## Izvođači
- Bora Đorđević - vokal
- Rajko Kojić - gitara
- Momčilo Bajagić - gitara
- Miša Aleksić - bas-gitara
- Vicko Milatović - bubnjevi